# Calciatore sudamericano dell'anno 2011
Il premio di calciatore sudamericano dell'anno per il 2011 fu assegnato a Neymar, calciatore brasiliano del Santos.

## Classifica
| Pos. | Calciatore          | Naz.      | Voti | Club                 |
| ---- | ------------------- | --------- | ---- | -------------------- |
| 1.   | Neymar              | Brasile   | 130  | Santos               |
| 2.   | Eduardo Vargas      | Cile      | 70   | Universidad de Chile |
| 3.   | Ganso               | Brasile   | 33   | Santos               |
| 4.   | Egidio Arévalo      | Uruguay   | 30   | Club Tijuana         |
| 5.   | Rolando Schiavi     | Argentina | 25   | Newell's Old Boys    |
| 6.   | Néicer Reasco       | Ecuador   | 24   | LDU Quito            |
| 6.   | Clemente Rodríguez  | Argentina | 24   | Boca Juniors         |
| 8.   | Johnny Herrera      | Cile      | 23   | Universidad de Chile |
| 8.   | Juan Román Riquelme | Argentina | 23   | Boca Juniors         |
| 10.  | Hernán Barcos       | Argentina | 16   | LDU Quito            |
| 10.  | Marcos González     | Cile      | 24   | Universidad de Chile |
| 12.  | Dedé                | Brasile   | 15   | Vasco da Gama        |
| 12.  | Emiliano Papa       | Argentina | 15   | Vélez Sarsfield      |
| 14.  | Charles Aránguiz    | Cile      | 14   | Universidad de Chile |
| 14.  | Elano               | Brasile   | 14   | Santos               |
| 16.  | Matías Rodríguez    | Argentina | 13   | Universidad de Chile |
| 16.  | Darío Verón         | Paraguay  | 13   | Pumas UNAM           |
| 18.  | Danilo              | Brasile   | 12   | Corinthians          |
| 18.  | Ronaldinho          | Brasile   | 12   | Flamengo             |
| 18.  | Oswaldo Vizcarrondo | Venezuela | 12   | Olimpo               |